# 像你一樣的女孩
《像你一樣的女孩》是美国乐队魔力红第六张专辑《红蓝药丸》（2017年）中的歌曲。2018年3月30日，222唱片和新视镜唱片发行了这首歌由美国说唱歌手卡迪·B客串的新版本，作为这张专辑的第五首、也是最后一首单曲。这一版本由亚当·莱文、贝尔卡莉丝·阿尔曼萨尔、布里塔尼·塔利亚·哈扎德、吉安·迈克尔·斯通、亨利·沃尔特和杰森·埃维根所写，后两者负责制作。
这首歌在商业上大获成功。它在公告牌百强单曲榜上最高达到第一名，成为了魔力红的第四支冠军单曲和卡迪·B的第三支冠军，后者因此扩大了其持有的“拥有最多冠军单曲的女说唱歌手”的记录。它在该榜的前十名停留了33周，是该榜历史上前十周数最多的歌曲，与《Shape of You》和《Sunflower》并列。它在当代成人单曲榜上夺冠逾36周，打破了该榜记录。此外，这首歌也在另外11个国家夺冠，包括加拿大和新西兰。
《像你一樣的女孩》获得了多种奖项，包括2019年公告牌音乐奖和IHeartRadio钛奖，它还在第61届格莱美奖中得到了最佳流行乐队/组合奖项的提名。

## 背景
《像你一樣的女孩》是专辑《红蓝药丸》中的第九首曲目。2018年5月30日，在于ITunes上发行了《Wait》后，魔力红宣布将为《像你一樣的女孩》发行一个与卡迪·B合作的新版本，作为这张专辑的第五首也是最后一首单曲。这支乐队还为这首歌发行了四个重混版本，包括在2018年8月2日发行的由圣文森特客串的版本，以及紧接着在8月3日发行的三个不同的版本，分别由CRAY、TOKiMONSTA和WondaGurl客串。在接受《综艺》杂志采访时，乐队的主唱亚当·莱文称，在卡迪·B写她的部分的歌词前，他告诉她，“我想让你写一些东西，展现你作为一个女人凶悍的一面，然后说，那正是你想要的。”

## 词曲
《像你一樣的女孩》是一首流行和流行摇滚歌曲。专辑中原版的长度为3分35秒；单曲版的长度稍长，为3分55秒。亚当·莱文、贝尔卡莉丝·阿尔曼萨尔、布里塔尼·塔利亚·哈扎德、吉安·迈克尔·斯通、亨利·沃尔特和杰森·埃维根参与了这首歌单曲版的写作，其中后两者负责制作。
这首歌以C大调写成，速度为125BPM，使用4/4拍，人声范围在G4到A5之间。

## 音樂錄影帶
這支MV在2018年5月31日半夜12點（美東時間）在YouTube上首播，由David Dobkin執導。影片中，Adam Levine單獨站在房間中央，手握麥克風，樂隊在背景演奏。然後，一連串的女士們繞著Levine輪流擺動唇形和跳舞。錄影帶裡有魔力紅樂隊成員和特邀嘉賓卡蒂·B。
這首讚美女性的歌曲邀請了27位來自不同領域的女性參與錄影。
MV中嘉賓穿的衣服展示了許多代表各種社會正義和身份運動的訊息。紐約州青年領袖委員會的移民權益活動家Angy Rivera穿著她組織的T恤，上面寫著「無證 無畏 無悔」（Undocumented Unafraid Unapologetic）。奧運體操選手Aly Raisman穿了一件印有「永遠說出你的真相」（Always Speak Your Truth）的T恤。旧金山Defund DAPL聯盟的創始人、原住民領袖Jackie Fielder穿了一件寫著「撤資，水就是生命」（Divest, Water is Life）的T恤。
《Girls Like You》在2018年全球YouTube夏日金曲排行榜上高居冠軍，而在美國則位居第三。這支音樂錄影帶還是2018年Vevo觀看次數最多的影片。PopSugar將它評選為2010年代最具代表性的流行音樂錄影帶第23名。

### 參與名單
| 順序 | 女主角                          | 身份/职业               |
| ---- | ------------------------------- | ----------------------- |
| 1    | 卡蜜拉·卡貝優                   | 前五佳人成員            |
| 2    | 菲比羅賓森（Phoebe Robinson）   | 喜劇名主持人            |
| 3    | 亚历山德拉·莱斯曼               | 金牌體操選手            |
| 4    | 莎拉·席爾蔓                     | 喜劇演員                |
| 5    | 盖尔·加朵                       | 《神力女超人》演員      |
| 6    | 莉莉·辛格                       | 加拿大Youtuber          |
| 7    | 柯塔巴（Amani Al-Khatahtbeh）   | 美國作家                |
| 8    | 伊尔汗·奥马尔                   | 下議院議員              |
| 9    | 蒂芬妮·哈戴許                   | 《閨蜜假期》演員        |
| 10   | 安吉蕊法拉（Angy Rivera）       | 社運人士                |
| 11   | 弗朗切斯卡（Franchesca Ramsey） | 喜劇演員                |
| 12   | 米莉·芭比·布朗                  | 《怪奇物語》演員        |
| 13   | 艾倫·狄珍妮                     | 《艾倫·狄珍妮秀》主持人 |
| 14   | 卡迪·B                          | 饒舌歌手                |
| 15   | 詹妮弗·洛佩兹                   | 流行天后                |
| 16   | 克洛伊·金                       | 金牌雪板選手            |
| 17   | 亚历克丝·摩根                   | 美國足球前鋒            |
| 18   | 玛丽·布莱姬                     | 靈魂歌姬                |
| 19   | 比妮·费尔德斯坦                 | 《淑女鳥》演員          |
| 20   | 杰姬（Jackie Fielder）          | 社運人士                |
| 21   | 丹妮卡派翠克（Danica Patrick）  | 賽車手                  |
| 22   | 杰西卡·威廉姆斯                 | 喜劇演員                |
| 23   | 伊丽莎白·班克斯                 | 《歌喉讚》演員          |
| 24   | 阿什利格雷厄姆（Ashley Graham） | 超級名模                |
| 25   | 瑞塔·奥拉                       | 英倫時尚天后            |
| 26   | 貝哈蒂·普林斯露                 | 主唱亞當妻子/維密天使   |
| 27   | 亞當·列維                       | 魔力紅主唱              |

## 获奖与提名
| 年份 | 颁奖礼             | 奖项               | 结果 | 参考   |
| ---- | ------------------ | ------------------ | ---- | ------ |
| 2018 | BreakTudo奖        | 年度热门歌曲       | 提名 | [ 27 ] |
| 2018 | BreakTudo奖        | 最佳合作           | 提名 | [ 27 ] |
| 2018 | MTV音乐录影带大奖  | 夏日歌曲           | 提名 | [ 8 ]  |
| 2018 | MTV视频播放奖      | 获奖视频           | 獲獎 | [ 28 ] |
| 2018 | 挪威GAFFA奖        | 最佳外国歌曲       | 提名 | [ 29 ] |
| 2018 | NRJ音乐奖          | 年度国际歌曲       | 獲獎 | [ 30 ] |
| 2018 | NRJ音乐奖          | 年度视频           | 提名 | [ 30 ] |
| 2018 | 青少年选择奖       | 夏季歌曲选择奖     | 提名 | [ 31 ] |
| 2019 | ASCAP奖            | 获奖歌曲           | 獲獎 | [ 32 ] |
| 2019 | 公告牌音乐奖       | 百强单曲榜最佳歌曲 | 獲獎 | [ 33 ] |
| 2019 | 公告牌音乐奖       | 最佳视频流媒体歌曲 | 提名 | [ 33 ] |
| 2019 | 公告牌音乐奖       | 最佳合作           | 獲獎 | [ 33 ] |
| 2019 | 公告牌音乐奖       | 最佳电台歌曲       | 獲獎 | [ 33 ] |
| 2019 | 公告牌音乐奖       | 最畅销歌曲         | 獲獎 | [ 33 ] |
| 2019 | BMI流行音乐奖      | 获奖歌曲           | 獲獎 | [ 34 ] |
| 2019 | 格莱美奖           | 最佳流行乐队/组合  | 提名 | [ 35 ] |
| 2019 | iHeartRadio音乐奖  | 年度歌曲           | 提名 | [ 36 ] |
| 2019 | iHeartRadio音乐奖  | 最佳音乐录影带     | 提名 | [ 36 ] |
| 2019 | iHeartRadio音乐奖  | 最佳歌词           | 提名 | [ 36 ] |
| 2019 | iHeartRadio音乐奖  | 最佳合作           | 提名 | [ 36 ] |
| 2019 | IHeartRadio钛奖    | 获奖歌曲           | 獲獎 | [ 37 ] |
| 2019 | Myx音乐奖          | 最佳国际视频       | 提名 | [ 38 ] |
| 2019 | 尼克频道儿童选择奖 | 最受欢迎合作       | 提名 | [ 39 ] |

## 曲目列表
| 数字下载 | 数字下载       | 数字下载 |
| 曲序     | 曲目           | 时长     |
| -------- | -------------- | -------- |
| 1.       | Girls Like You | 3:35     |

| 数字下载 | 数字下载                     | 数字下载 |
| 曲序     | 曲目                         | 时长     |
| -------- | ---------------------------- | -------- |
| 1.       | Girls Like You（ft. 卡迪·B） | 3:55     |

## 认证与销量
| 地區                                 | 认证       | 认证单位/销量 |
| ------------------------------------ | ---------- | ------------- |
| 澳大利亚（澳大利亚唱片业协会）       | 13× 白金   | 910,000‡      |
| 比利时（比利時唱片音樂協會）         | 金         | 10,000‡       |
| 巴西（巴西唱片業協會）               | 6× 钻石    | 960,000‡      |
| 加拿大（加拿大音乐协会）             | 9× 白金    | 720,000‡      |
| 丹麦（國際唱片業協會丹麥分會）       | 2× 白金    | 180,000‡      |
| 法国（法國唱片出版業公會）           | 钻石       | 333,333‡      |
| 德国（聯邦音樂產業協會）             | 白金       | 400,000‡      |
| 意大利（意大利音乐产业联盟）         | 3× 白金    | 150,000‡      |
| 墨西哥（墨西哥音像製品協會）         | 2× 白金+金 | 150,000‡      |
| 新西兰（新西兰唱片音乐协会）         | 2× 白金    | 60,000‡       |
| 波兰（波蘭音像製造商協會）           | 钻石       | 250,000‡      |
| 葡萄牙（葡萄牙唱片業協會）           | 3× 白金    | 30,000‡       |
| 西班牙（西班牙音樂製作協會）         | 2× 白金    | 80,000‡       |
| 英国（英国唱片业协会）               | 3× 白金    | 1,800,000‡    |
| 美国（美國唱片業協會）               | 钻石       | 10,000,000‡   |
| 流媒体                               |            |               |
| 瑞典（瑞典唱片業協會）               | 白金       | 8,000,000†    |
| ‡僅含認證的+實際銷量 †僅含認證的銷量 |            |               |

## 发行历史
| 地区     | 日期          | 形式             | 版本                | 唱片公司                 | 参考          |
| -------- | ------------- | ---------------- | ------------------- | ------------------------ | ------------- |
| 多数国家 | 2017年11月3日 | 数字下载         | 原版                | 222  新视镜 | [ 2 ]         |
| 多数国家 | 2018年5月30日 | 数字下载         | 单曲版              | 222  新视镜 | [ 10 ]        |
| 美国     | 2018年6月4日  | 热门成人当代电台 | 单曲版              | 222  新视镜 | [ 56 ]        |
| 美国     | 2018年6月5日  | 当代流行电台     | 单曲版              | 222  新视镜 | [ 57 ] [ 58 ] |
| 意大利   | 2018年6月22日 | 当代流行电台     | 单曲版              | 环球                     | [ 59 ]        |
| 多数国家 | 2018年8月2日  | 数字下载         | St. Vincent混音版本 | 222 新视镜               | [ 60 ]        |
| 多数国家 | 2018年8月3日  | 数字下载         | Cray混音版本        | 222 新视镜               | [ 61 ]        |
| 多数国家 | 2018年8月3日  | 数字下载         | Tokimonsta混音版本  | 222 新视镜               | [ 62 ]        |
| 多数国家 | 2018年8月3日  | 数字下载         | WondaGurl混音版本   | 222 新视镜               | [ 63 ]        |